# William Clift
William Clift (* 14. Februar 1775 in Burcombe bei Bodmin, Cornwall; † 20. Juni 1849 in London) war ein britischer Naturforscher und erster Kurator des Hunterian Museum in London.
Clift stammte aus armen Verhältnissen (sein Vater starb früh), ging in Bodmin zur Schule und fiel durch sein Zeichentalent auf. Gönner empfahlen ihn an den Naturforscher und Mediziner John Hunter in London, dessen Assistent er ab 1792 wurde. Nach dem Tod von Hunter 1793 wachte er im Auftrag der Erben über dessen Museum und schriftlichen Nachlass, wobei er so erfolgreich war, dass das Royal College of Surgeons of England, die das Museum 1800 übernahm, ihn als Kurator weiterbeschäftigte.
Er wurde von führenden englischen Wissenschaftlern wie Benjamin Collins Brodie, Charles Lyell, Joseph Banks, William Hyde Wollaston geschätzt und wurde 1823 auf Fürsprache von Humphry Davy hin Fellow der Royal Society. Er hatte ein großes Wissen in vergleichender Anatomie zusammengetragen, dass er anderen großzügig zur Verfügung stellte. Sowohl Gideon Mantell (in seiner Abhandlung über das Iguanodon) als auch Georges Cuvier statteten ihm ihren Dank ab. Von ihm stammen die Zeichnungen im Anatomie-Buch von Matthew Baillie (1799) und viele Zeichnungen in den Veröffentlichungen des Anatomen Everard Home. Richard Owen konnte dank der Kopien, die Clift angefertigt hatte, Schriften von John Hunter veröffentlichen, deren Originale Everard Home um 1800 vernichtet hatte.
Er war seit 1799 verheiratet und hatte einen Sohn William Home Clift (1803–1833), der ihm im Museum assistierte, und eine Tochter Caroline Amelia Clift, die 1835 Richard Owen heiratete.